# Échelle de sonorité
En phonétique et en phonologie, l'échelle de sonorité est une hiérarchisation ordonnée des types de sons en fonction d'une certaine valeur de sonorité, laquelle permet de prédire de manière régulière la position occupée par ces sons dans la syllabe (attaque, coda, noyau syllabique). L'existence d'une échelle de sonorité repose sur le principe que les sons de la langue ne sont pas aléatoirement alignés dans le flux de la parole, mais qu'ils sont agencés de manière à décrire, en fonction du temps, une suite de courbes croissantes-décroissantes sur un axe de sonorité, dont les sommets sont les noyaux syllabiques, et dont les creux sont les frontières entre les syllabes. Ce principe de sonorité conditionnerait alors la formation des syllabes et serait nécessaire à la réalisation de la parole.

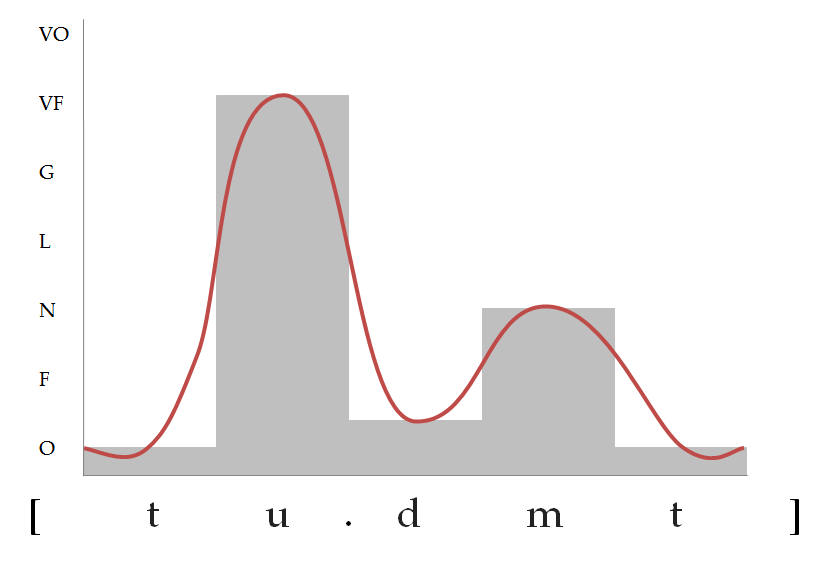
Courbe de sonorité du composé [.] en Tachelit berbère, qui signifie "un petit visage". D'après une échelle graduelle de sonorité

## Principe
Partant de ce principe selon lequel les syllabes seraient une courbe croissante puis décroissante de sonorité, on peut tenter d’attribuer aux différents phonèmes une valeur phonologique de sonorité qui conditionnerait leur position au sein de la syllabe. Quoiqu'étant en effet motivée par des paramètres phonétiques, cette valeur de sonorité est considérée comme principalement phonologique en vertu du fait qu'elle dépend du système d'une langue donnée. Par ce fait, l’attribution d’une valeur individuelle à ces phonèmes peut être obtenue par l’introspection. Considérons ainsi la règle selon laquelle la sonorité, dans le cadre de l’attaque de syllabe, est systématiquement croissante (test A) et dans le cadre de la coda de syllabe, systématiquement décroissante (test B); soient dès lors les syllabes suivantes, dans le cadre du système phonologique du français standard (un astérisque (*) indique une suite non régulière):
| Test A Attaque syllabique | Test A Attaque syllabique | Test B Coda syllabique | Test B Coda syllabique |
| b < ʀ p < l f < l         | bras place fleuve         | ʀ > b l > p l > f      | orbe Alpes elfe        |
| *p < k *f < ʃ *ʀ < l      | *pcas *fchourne *rlame    | *k > p *ʃ > f *l > ʀ   | *mocpe *lichfe *calre  |

On voit par ces données qu’une hiérarchie existe bien entre les segments de la langue. Si les données des rangées inférieures montrent des cas dans lesquels il est impossible de les hiérarchiser l’un par rapport à l’autre, on postule alors que dans ce cas, les deux segments appartiennent à la même classe. Ce constat montre que, plutôt que d'être une hiérarchisation linéaire continue, une échelle de sonorité tient davantage d'une classification discrète et graduelle des phonèmes, en catégories hiérarchisées.
La sonorité, dans son principe de fonctionnement, est reconnue comme universelle. Mais il est également possible de hiérarchiser les segments d'une langue donnée afin d'établir la régularité de leur positionnement dans la syllabe selon un ensemble de règles phonotactiques, selon des tests semblables à celui montré ci-dessus. Il y a donc minimalement deux types d'échelles de sonorité: une échelle qui serait universelle, et une échelle applicable au système phonologique d'une langue donnée.

## Modèle de base
L'échelle de sonorité dépend de la notion linguistique de sonorité qui, dans la littérature, rencontre de nombreuses définitions différentes. Si plusieurs échelles coexistent, on retient souvent les deux classifications suivantes comme bases de travail, la première étant la seule absolument universelle, tandis que la seconde reprend une classification plus détaillée, mais dont l'universalité et la régularité est davantage sujette à discussion. Elle est toutefois applicable au français standard :
| Échelle minimale de sonorité (Catégories universelles) | obstruantes | obstruantes | obstruantes | obstruantes | obstruantes   | obstruantes   | obstruantes   | < | sonantes   | sonantes | sonantes | sonantes | sonantes | < | voyelles         | voyelles | voyelles                  |
| Échelle de sonorité étendue (Catégories possibles)     | occlusives  | occlusives  | occlusives  | <           | constrictives | constrictives | constrictives | < | nasales    | <        | liquides | <        | glides   | < | voyelles fermées | <        | voyelles ouvertes         |
| Échelle de sonorité étendue (Catégories possibles)     | Sourdes     | <           | Sonores     | <           | Sourdes       | <             | Sonores       | < | nasales    | <        | liquides | <        | glides   | < | voyelles fermées | <        | voyelles ouvertes         |
| Phonèmes correspondants (En français standard)         | p, t, k     |             | b, d, g     |             | f, s, ʃ       |               | v, z, ʒ, ʁ    |   | m, n, ɲ, ŋ |          | ʀ, l     |          | ɥ, j, w  |   | i, y, u, e, ø, o |          | ɛ, ɛ̃, œ, œ̃, ə, ɔ, ɔ̃, a, ɑ̃ |

Le voisement a également un impact important sur la sonorité : pour un même mode d'articulation, un phone voisé est plus sonore que son équivalent non voisé. La distinction se traduit d'ailleurs dans la terminologie par l'emploi des termes consonne sonore et consonne sourde pour désigner les consonnes voisées et non voisées respectivement.

## Modèles approfondis
La question sous-jacente à la notion de sonorité est de savoir si la structure de la syllabe repose sur une caractéristique particulière des phonèmes dans leur contexte, ou si elle relève d'une forme plus profonde et indépendante de ceux-ci. Ou si, au contraire, la syllabe ne constitue qu'une suite ordonnée de segments qui peut être dérivée par leurs propriétés individuelles. C'est pour répondre à cette question qu'a été proposée la notion de sonorité.

### Sievers & Jespersen

#### Sievers
C'est à Eduard Sievers que l'on doit la première théorie de la sonorité en linguistique (Grundzüge der Phonetik, 1901). 

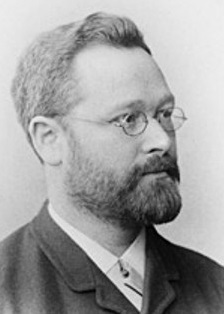
Eduard Sievers est le premier à proposer la notion de sonorité pour décrire les relations entretenues par les segments dans la syllabe.

Sievers énonce le fait que les différents "sons" se structurent dans le langage selon leur force sonore (Schallstärke), que Sievers définit comme «la mesure du niveau sonore absolu d'un son linguistique». Cette force sonore tient de deux aspects de l'articulation des sons: d'une part, la force de pression ("Druckstärke"), qui est l'énergie disponible, issue des poumons, avec laquelle un son est articulé; elle est à l'origine de l'accent. Et d'autre part, la résonance sonore (Schallfülle) qui est l'intensité avec laquelle un son résonne dans l'appareil phonatoire; elle est à l'origine de la formation des syllabes.
« [L]a mesure de l'intensité sonore absolue de chaque son linguistique dans leur manifestation particulière et leur mesure [...] dépendante de deux facteurs, l'intensité sonore et la force de pression,. »
À titre d'exemple, la différence entre "force de pression" et "intensité sonore" peut être rendue perceptible par la prononciation d'une voyelle, en renforçant et en affaiblissant successivement la force pulmonique avec laquelle celle-ci est prononcée. On aura l'impression de prononcer plusieurs syllabes successives, alors qu'il s'agit du même "son linguistique" (Sprachschall, i.e. du même phonème), car les organes phonatoires sont restés à la même place. Pour Sievers, c'est ici la "force de pression" qui a été modifiée, tandis que la "résonance sonore" est restée identique. Cette différence entre "force de pression" et "intensité sonore" incite Sievers à faire la différence entre la "syllabe de sonorité" (Schallsilbe) et la "syllabe de pression" (Drucksilbe). La "syllabe de pression" rencontre en général la "syllabe de sonorité" en étant plus spécifiquement applicable à la description des accents d'intensité et les cas de hiatus.
C'est l'intensité sonore des sons de la langue qui détermine leur place dans la syllabe, autour d'un pic syllabique, selon un ordre de succession croissant-décroissant:
« Dans [...] la syllabe [...] doit nécessairement avoir lieu une gradation de l'intensité sonore, dans laquelle tous les autres sons sont subordonnés à un son unique. Ce son dominant de la syllabe a pour nom la sonante [Sonant] de la syllabe, tandis que les autres ont pour nom les consonnes [Consonanten, qu'on nommerait de manière plus appropriée des con-sonantes] de la syllabe. [...] Lors de la rencontre de plusieurs sons, doit [...] devenir sonant celui [...] qui possède la plus haute intensité sonore. [Il] en va des consonnes comme suit: plus proches elles sont de la sonante, plus grande est leur intensité sonore. Ainsi, la suite des types de sons qui précèdent une sonante en étant non-syllabiques est exactement inverse à la suite des types de sons qui peuvent suivre la sonante en tant que consonnes,. »
La sonorité serait donc pour Eduard Sievers liée aux propriétés individuelles des phonèmes. Ce qui déterminerait cet ordre d'apparition est pour Sievers une caractéristique inhérente des sons: leur "intensité sonore"  Cependant, si tous les "sons" ont une intensité sonore propre, leur intensité sonore actualisée dans une syllabe peut varier.
Sievers ne va par la suite plus tant utiliser le terme de force sonore, mais plutôt se pencher sur l'intensité sonore pour proposer une hiérarchisation des sons selon leurs propriétés inhérentes. Ce faisant, Sievers est le premier à proposer une échelle de sonorité sur des bases scientifiques. Il lie de manière directe cette échelle de sonorité à la formation des syllabes. Il affirme cependant ne pas avoir de certitude quant à l'intensité sonore actualisée des sons linguistiques dans le contexte syllabique. Sievers propose l'échelle de sonorité suivante, en sachant qu'elle est modifiée par le contexte d'apparition des sons:
| plosives (ou occlusives) | < | fricatives (ou constrictives) | < | nasales | < | liquides | < | voyelles fermées | < | voyelles ouvertes |

#### Jespersen
Le linguiste danois Otto Jespersen va reprendre la théorie de Sievers sur la Schallfülle en 1904 en mettant l'accent sur des aspects spécifiques. Il reprend et détaille le modèle proposé par Sievers. Pour lui, c'est en effet le mode d'articulation, et plus particulièrement le trait de voisement, qui joue le plus grand rôle dans l'intensité d'un son donné. Il va donc repenser l'échelle de sonorité conçue par Sievers en y différenciant les consonnes voisées des consonnes non-voisées, ainsi qu'en considérant comme pertinents d'autres détails articulatoires. Il propose ainsi l'échelle de sonorité suivante:
| occlusives sourdes | < | fricatives sourdes | < | occlusives sonores | < | fricatives sonores | < | nasales | < | latérales | < | rhotiques | < | voyelles fermées | < | voyelles semi-ouvertes | < | voyelles ouvertes |

Jespersen définit également la syllabe comme une suite de pics d'intensité sonore. La notion de syllabe est, à partir d'Otto Jespersen directement reliée à celle de dl'intensité sonore ("Schallfülle").

### Ferdinand de Saussure

#### Critique des théories précédentes

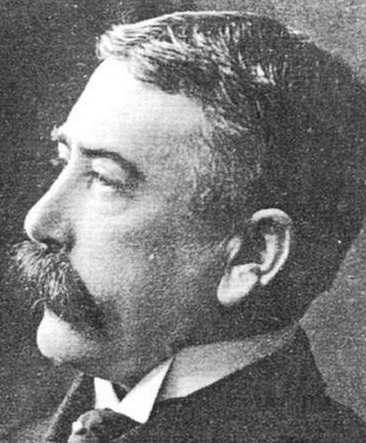
F. de Saussure propose le critère articulatoire d'aperture pour décrire les relations hiérarchiques entre segments dans la syllabe.

Dans son Cours de linguistique générale, au chapitre « Les phonèmes dans la chaîne parlée », Ferdinand de Saussure crédite Eduard Sievers d'avoir été le premier à esquisser une définition de la syllabe indépendante de la définition de ses seuls éléments constituants,. Sievers est, aux yeux de Saussure, le premier à avoir parlé de la sonorité comme d'une fonction que remplissent les phonèmes au sein de la syllabe.
Mais Saussure dénonce les théories précédentes, y compris celle de Sievers, en invoquant qu'elles avaient tenté de définir la syllabe tantôt par la notion traditionnelle d'expiration, tantôt en la liant à une définition de la voyelle. Au niveau de la théorie de Sievers, on serait même pris dans un « cercle vicieux », car ce qu'il nomme l'« accent syllabique » n'est pas relié de manière claire à la notion de syllabe ni à celle de la sonorité. On ne peut se sortir d'une définition circulaire qui ne définirait pas l'un par l'autre. Il faut, pour Saussure, que la syllabe et la sonorité soient définies en dehors de leur réalité phonologique.
Pour parvenir à une définition non phonologique de la syllabe et de la sonorité, Saussure distingue plusieurs théories possibles, toutes issues d'une réalité phonétique des sons :
1. « Théorie de la syllabe « vocalisée », c'est-à-dire des unités, ou contrastes, qui résultent de la plénitude du son laryngien parvenant à l'oreille (chose indépendante de l'articulation dans son mécanisme, quoique indépendante pour son effet)[10]. »
2. « Théorie de la syllabe « expiratoire » : c'est-à-dire des [] résultant de la distribution du souffle [][10]. »
3. « Théorie de la syllabe « articulée » : c'est-à-dire des unités (ou des contrastes) qui résultent de l'ouverture et de la fermeture des organes buccaux en dehors de la voix et du souffle[10]. »

#### Le critère d'aperture
Pour Saussure, il suffit, dans une théorie de la syllabe, « de considérer l'articulation seule, qui [reste] en tous cas [non seulement] le fait le plus important pour l'oreille, [mais] celui qui ne dépend d'aucun autre dans son mécanisme. ». Saussure propose dès lors la notion d'aperture comme déterminante de la sonorité des segments, et structurante de la syllabe :
« Quelle que soit la place de l'articulation, elle présente toujours une certaine aperture, c'est-à-dire un certain degré d'ouverture entre deux limites qui sont : l'occlusion complète et l'ouverture maximale. Sur cette base, en allant de l'aperture minimale à l'aperture maximale, les sons seront classés en sept catégories. »
En les considérant du point de vue de l'aperture, Saussure fait la différence entre l'articulation ouvrante (en attaque de syllabe) et l'articulation fermante (en coda de syllabe) d'un même phonème :
« 
[Q]uand on prononce un groupe appa, on perçoit une différence entre les deux p, dont l’un correspond à une fermeture, le second à une ouverture,. »
Cette distinction entre les traits ouvrant et fermant lui permet de redéfinir le sommet de syllabe et la frontière syllabique comme les passages d'une phase explosive à une phase implosive, et inversement. Le sommet de syllabe, qu'il nomme point vocalique, n'est plus nécessairement une voyelle, mais le premier segment dont l'articulation est fermante.
L'aperture est une valeur liée, lors de l'articulation, à une succession temporelle portant sur l'ensemble de la syllabe. Il ne s'agit plus d'une valeur absolue de sonorité, comme chez Sievers ou chez Jespersen, car les articulations fermantes et ouvrantes forment deux catégories différentes dans l'agencement des sons dans la syllabe. À cette distinction près, on retrouve les classes proposées par Sievers et Jespersen :
| Articulation ouvrante | occlusives | < | fricatives | < | nasales | < | liquides | < | voyelles fermées | < | voyelles semi-ouvertes | < | voyelles ouvertes |
|                       | ∨          |   | ∨          |   | ∨       |   | ∨        |   | ∨                |   | ∨                      |   | ∨                 |
| Articulation fermante | occlusives | > | fricatives | > | nasales | > | liquides | > | voyelles fermées | > | voyelles semi-ouvertes | > | voyelles ouvertes |

## Entre phonétique et phonologie
Cette hiérarchisation des segments peut être considérée comme en partie phonologique et en partie phonétique, du fait que d'une part, elle repose sur les propriétés articulatoires et acoustiques des phones produits (telles que l'énergie articulatoire mobilisée et l'intensité acoustique), et que d'autre part elle relève d'une réalité perceptive, qui doit nécessairement dépendre du système d'une langue donnée: elle relève d'une réalité phonologique.

## Propriétés phonétiques liées
Certaines modifications phonétiques découlent directement d'un changement de niveau dans l'échelle de sonorité :
- la lénition ou adoucissement implique une augmentation de la sonorité du son affecté
- le durcissement implique à l'inverse une diminution de la sonorité du son affecté.